# Нижня-Лонка
Нижня-Лонка (пол. Niżna Łąka) — село в Польщі, у гміні Мейсце-П'ястове Кросненського повіту Підкарпатського воєводства.
Населення — 315 осіб (2011).
У 1975-1998 роках село належало до Кросненського воєводства.

## Демографія
Демографічна структура станом на 31 березня 2011 року:
|          | Загалом | Допрацездатний вік | Працездатний вік | Постпрацездатний вік |
| -------- | ------- | ------------------ | ---------------- | -------------------- |
| Чоловіки | 145     | 27                 | 104              | 14                   |
| Жінки    | 170     | 34                 | 87               | 49                   |
| Разом    | 315     | 61                 | 191              | 63                   |